# Verena Schott
Pour les articles homonymes, voir Schott.
Verena Schott (née le 6 mars 1989) est une nageuse handisport allemande concourant dans les catégories S7, SM6 et SB5.

## Biographie
Schott est née en 1989 à Greifswald. À l'âge de trois ans, elle et sa famille déménagent à Bennewitz ; cinq ans plus tard, elle débute la natation et rejoint un club dans les environs de Wurzen. En 2002, elle est gravement blessée après avoir été heurtée par un van alors qu'elle roulait à vélo. L'accident la laisse paraplégique et la laisse en fauteuil roulant. Elle concoure dans les catégories S7, SM6 et SB5.
En 2010, Schott quitte son club de Leipzig et part étudier la biologie à Berlin à l'Université Humboldt de Berlin. Là, elle commence une formation avec Matthias Ulm au Paralympischen Sport Club Berlin (PSC Berlin),. Elle a un fils, Lean, en juin 2011.

### Carrière
Schott participe aux Championnats du monde de natation handisport 2010 où elle remporte une médaille d'argent sur le 100 m brasse SB5 et le 200 m 4 nages SM6,. Aux Jeux paralympiques de Londres en 2012, elle atteint la finale dans quatre courses et remporte la médaille d'argent du 200 m quatre nages SM6, derrière la Britannique Ellie Simmonds,, qui bat le record du monde de la distance. Aux Championnats du monde de 2013, elle arrive de nouveau deuxième du 200 m quatre nages SM6, et troisième du 100 m brasse SB5. Aux Jeux paralympiques d'été de 2016, elle termine 4e du 200 m 4 nages SM6 et du 100 brasse SB5.
Elle participe aux Championnats d'Europe de natation handisport 2018 où elle remporte l'or sur le 100 m dos S7 en 1 min 28 s 14 et bat le record d'Europe de la distance en 1 min 25 s 06.